# فرزان دلجو
محمّد دلجو (زادهٔ ۱۱ بهمن ۱۳۳۲ در تهران) که بیشتر با نام هنری فرزان دلجو شناخته می‌شود، بازیگر و کارگردان و برنامه‌ساز تلویزیونی ایرانی است.

## فعالیت هنری
فرزان دلجو فعالیت هنری را با نوشتن داستان‌های دنباله‌دار در مجله‌های هفتگی، مقاله و گزارش‌های مطبوعاتی با همکاری مداوم برادرش امیر مجاهد (زادهٔ ۱۳۲۵) آغاز کرد.
فرزان دلجو آثاری مانند ماهی‌ها در خاک می‌میرند و علف‌های هرز را در کارنامهٔ سینمایی خود دارد. او از دوستان فریدون فروغی بوده است.
نخستین فیلم وی به نام یاران، با ۶۰ هزار تومان سرمایه شخصی خود او تولید شد که در سینما کاپری (بهمن) به نمایش درآمد و مورد استقبال جوانان قرار گرفت.
فرزان دلجو با چهار خواننده معروف همکاری داشته است. با داریوش در فیلم یاران، ابی در فیلم بوی گندم، و شهرام در فیلم ماهی‌ها در خاک می‌میرند و گوگوش در فیلم شب غریبان

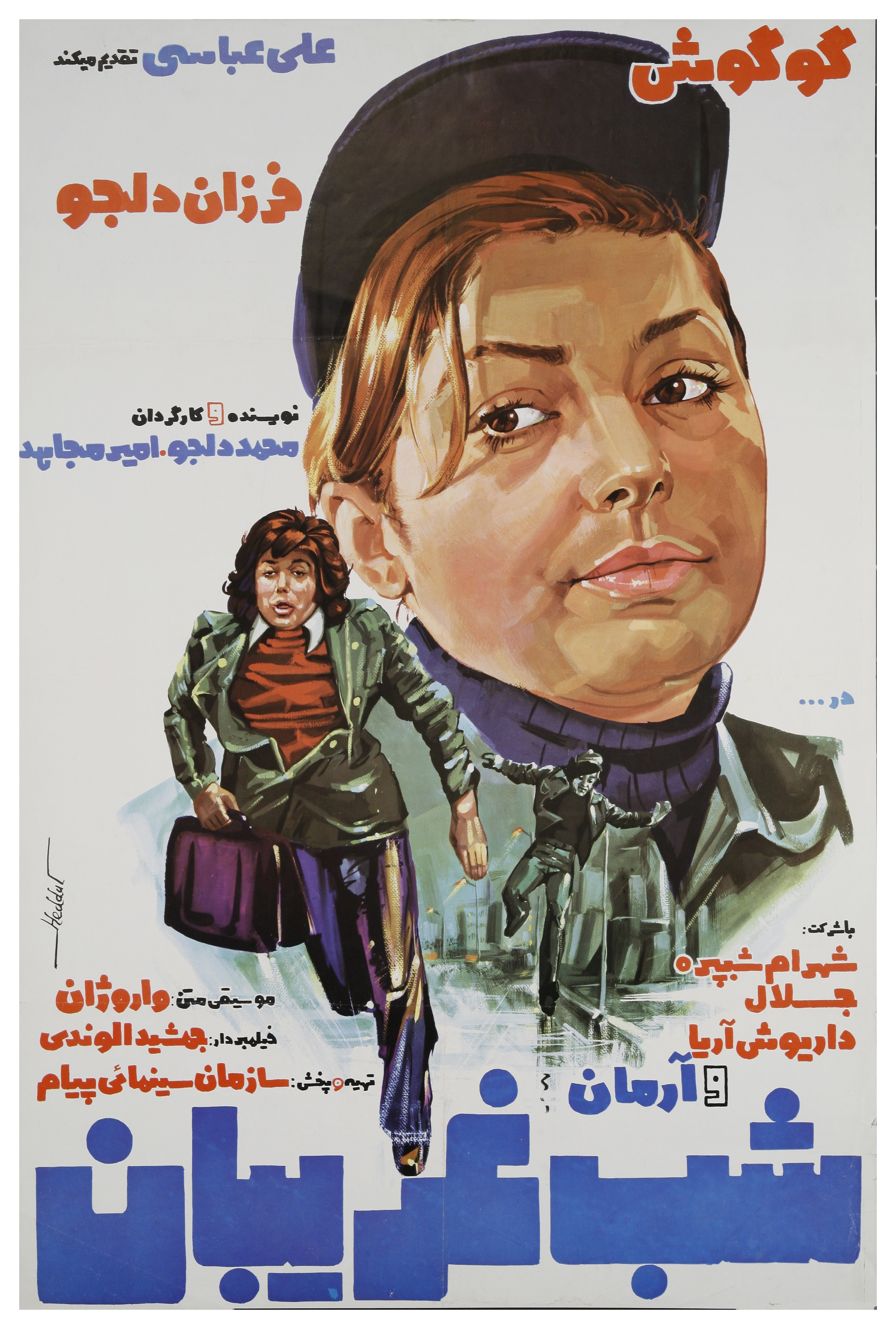
پوستر فیلم شب غریبان

## فعالیت در آمریکا
پس از انقلاب ۱۳۵۷، فرزان دلجو به همراه برادرش امیر مجاهد راهی ایالات متحده آمریکا شد و پس از چندی یکی از تلویزیون‌های محلی لوس‌آنجلس به نام تلویزیون جنبش ایران را بر روی کانال‌های محلی کابلی این شهر راه‌اندازی کرد. این برنامه سیاسی تفریحی در روزهای یکشنبه به مدت یک ساعت از کانال ۱۸ لوس آنجلس پخش می‌شد و برای دو دهه به فعالیتش ادامه داد. از همکاران وی در این تلویزیون محلی گلی یحیوی، لیدا محقق، هدی و رافی خاچاطوریان بودند.
فرزان دلجو سپس در ماه مه ۲۰۱۳ شبکه ماهواره‌ای «مرسی تی وی» را راه اندازی کرد.

## فیلم‌شناسی
- بوی گندم (۱۳۵۶)
- ماهی‌ها در خاک می‌میرند (۱۳۵۶)
- علف‌های هرز (۱۳۵۵)
- شب غریبان (۱۳۵۴)
- یاران (۱۳۵۳)